# Sundarion nigromacula
Sundarion nigromacula är en insektsart som beskrevs av William D. Funkhouser. Sundarion nigromacula ingår i släktet Sundarion och familjen hornstritar. Inga underarter finns listade i Catalogue of Life.